# Hopichipmunk
De hopichipmunk (Neotamias rufus) is een zoogdier uit de familie van de eekhoorns (Sciuridae). De wetenschappelijke naam van de soort werd voor het eerst geldig gepubliceerd door Hoffmeister & Ellis in 1979.

## Voorkomen
De soort komt voor in de Verenigde Staten.